# Barbus radiatus
Barbus radiatus és una espècie de peix cipriniforme de la família dels ciprínids.Es troba a l'Àfrica austral.

## Subespècies
- Barbus radiatus aurantiacus (Boulenger, 1910)
- Barbus radiatus radiatus (Peters, 1853)